# هنري مرسيدس
هنري مرسيدس (بالإنجليزية: Henry Mercedes)‏ هو لاعب كرة قاعدة دومينيكاوي، ولد في 23 يوليو 1969 في سانتو دومينغو في جمهورية الدومينيكان.

## وصلات خارجية
- هنري مرسيدس على موقعبيزبول رفرنس.كوم (الدوري الرئيسي) (الإنجليزية)
- هنري مرسيدس على موقعبيزبول رفرنس.كوم (الدوري الثانوي) (الإنجليزية)